# Xian de Guiding
Le xian de Guiding (贵定县 ; pinyin : Guìdìng Xiàn) est un district administratif de la province du Guizhou en Chine. Il est placé sous la juridiction de la préfecture autonome buyei et miao de Qiannan.

## Démographie
La population du district était de 266 610 habitants en 1999.